# Station Kłobuczyn
Station Kłobuczyn is een spoorwegstation in de Poolse plaats Kłobuczyn.